# Karin Larsson
Karin Larsson (Malmö, 30 agosto 1941 – 21 settembre 2019) è stata una nuotatrice svedese.
Specializzata nello stile libero, ha partecipato ai Giochi di Melbourne 1956 e di Roma 1960.
Ai Campionati europei di nuoto del 1958, ha vinto 1 bronzo nella Staffetta 4x100m sl.
Era la sorella di Kristina Larsson e di Gunnar Larsson, anch'essi nuotatori olimpici.